# Cuatro Santos Coronados
Los Cuatro Mártires Coronados o Cuatro Santos Coronados (latín, Sancti Quatuor Coronati) fueron nueve individuos venerados como mártires y santos del cristianismo primitivo. Los nueve santos se dividen en dos grupos:
1. Severo (o Secundio), Severiano (nos), Carpóforo (Carpoforo), Victorino (Victorius, Vittorino)
2. Claudio, Castorio, Sinforiano (Simproniano), Nicostrato y Simplicio.

Según la Leyenda Dorada, los nombres de los miembros del primer grupo no se conocían en el momento de su muerte "sino que se supieron por revelación del Señor después de transcurridos muchos años". Se les llamó los "Cuatro mártires coronados" porque sus nombres eran desconocidos ("corona" en referencia a la corona del martirio).

## Primer grupo
Severo (o Secundio), Severiano(nos), Carpóforo y Victorino fueron martirizados en Roma o Castra Albana, según la tradición cristiana.
Según la Pasión de San Sebastián, los cuatro santos eran soldados (concretamente cornicularios, u oficinistas, encargados de todos los registros y papeleo del regimiento) que se negaron a sacrificar a Esculapio, por lo que fueron asesinados por orden del emperador Diocleciano (284-305), dos años después de la muerte de los cinco escultores, mencionados a continuación. Los cuerpos de los mártires fueron enterrados en el cementerio de la Iglesia de Santos Marcelino y Pedro en Letrán en la cuarta milla de la Via Labicana por el papa Melquíades y San Sebastián (cuyo cráneo se conserva en la iglesia).

## Segundo grupo
El segundo grupo, según la tradición cristiana, eran escultores de Sirmium que fueron asesinados en Panonia. Se negaron a modelar una estatua pagana para el emperador Diocleciano o a ofrecer sacrificios a los dioses romanos. El emperador ordenó que los metieran vivos en ataúdes de plomo y los arrojaran al Sava hacia 287. Simplicio fue asesinado con ellos. Según la Enciclopedia Católica
[L]os Hechos de estos mártires, escritos por un funcionario de Hacienda llamado Porfirio probablemente en el siglo IV, relata de los cinco escultores que, aunque no pusieron objeciones a la ejecución de imágenes profanas como Victoria, Cupido, y el Carro del Sol, se negaron a hacer una estatua de Æsculapio para un templo pagano. Por ello fueron condenados a muerte como cristianos. Los metieron en ataúdes de plomo y los ahogaron en el río Save. Esto ocurrió hacia finales del año 305.
Las referencias en el texto de la passio de los mártires a pórfido canteras y mampostería situadas en el 'monte porfirítico' indican que el escenario del relato está mal situado; no hay canteras de pórfido en Panonia y la única cantera de pórfido explotada en el mundo antiguo se encuentra en Egipto. El Mons Porphyrites se extraía para suministrar el raro y costoso pórfido imperial destinado a las obras y estatuas del emperador, para lo cual se reservaba exclusivamente. Mons Porphyrites se encuentra en la Tebaida, que fue un centro del eremitismo cristiano en la Antigüedad tardía. De hecho, el emperador Diocleciano encargó el uso extensivo del pórfido en sus numerosos proyectos de construcción. Diocleciano también visitó la Tebaida durante su reinado, aunque normalmente se le asociaba más con los Balcanes, lo que podría explicar por qué la ubicación de la historia se trasladó a Panonia con el tiempo.

## Veneración conjunta
Cuando se conocieron los nombres del primer grupo, se decretó que debían ser conmemorados con el segundo grupo. Los cuerpos del primer grupo fueron enterrados por San Sebastián y el Papa Melquíades (Milcíades) en el cuarto hito de la Vía Labicana, en un arenal donde descansaban los restos de otros cristianos ejecutados.
No está claro de dónde proceden realmente los nombres del segundo grupo. La tradición afirma que Melquíades pidió que los santos fueran conmemorados como Claudio, Nicóstrato, Simpronio y Castorio. Estos mismos nombres son en realidad idénticos a los que comparten los conversos del sacerdote Policarpo, en la leyenda de San Sebastián. Según la Enciclopedia Católica, sin embargo, "este informe carece de fundamento histórico. Es simplemente una explicación tentativa del nombre Quatuor Coronati, nombre dado a un grupo de mártires realmente autentificados que fueron enterrados y venerados en la Catacumba de los Santos Marcelino y Pedro, cuyo origen real, sin embargo, se desconoce. Fueron clasificados con los cinco mártires de Panonia en una relación puramente externa."
Los cuerpos de los mártires se conservan en cuatro antiguos sarcófagos en la cripta de la iglesia de los Santos Marcelino y Pedro en Letrán. Según un lapidario fechado en 1123, la cabeza de uno de los cuatro mártires está enterrada en Santa Maria in Cosmedin.

## Confusión y conclusiones
La confusa historia de los cuatro mártires coronados era bien conocida en la Florencia renacentista, principalmente tal y como se relata en la Leyenda Dorada de Santiago de la Vorágine, del siglo XIII. Al parecer, los cuatro mártires originales fueron golpeados hasta la muerte por orden del emperador Diocleciano (r. 284-305 d. C.). Su historia se confundió con la de un grupo de cinco canteros, también martirizados por Diocleciano por negarse a esculpir la imagen de un dios romano. Debido a su profesión de escultores, los cinco primeros mártires cristianos eran una elección obvia para el gremio de canteros, pero su número parece haberse entendido a menudo como cuatro, como en este caso.
Surgen problemas para determinar la historicidad de estos mártires porque un grupo contiene cinco nombres en lugar de cuatro. Alban Butler creía que los cuatro nombres del grupo uno, que el Martirologio Romano y el Breviario dicen que fueron revelados como los de los Cuatro Mártires Coronados, fueron tomados del martirologio de la diócesis de Albano Laziale, que celebraba su fiesta el 8 de agosto, no el 8 de noviembre.  Estos cuatro mártires "prestados" no fueron enterrados en Roma, sino en la catacumba de Albano; su fiesta se celebraba el 7 o el 8 de agosto, fecha bajo la cual se cita en el Calendario Romano de Fiestas del año 354. La Enciclopedia Católica escribió que los "mártires de Albano no tienen ninguna relación con los mártires romanos".
La doble tradición puede haber surgido porque una segunda passio tuvo que ser escrita. Se escribió para dar cuenta del hecho de que había cinco santos en el grupo dos en lugar de cuatro. Así, la historia relativa al grupo uno fue simplemente inventada, y la historia describe la muerte de cuatro mártires, que eran soldados de Roma y no canteros panonios. El bolandista Hippolyte Delehaye llama a esta tradición inventada "l'opprobre de l'hagiographie" (la desgracia de la hagiografía).
Delehaye, tras una extensa investigación, determinó que en realidad sólo hubo un grupo de mártires -los canteros del grupo dos- cuyas reliquias fueron llevadas a Roma.Un estudioso ha escrito que "las últimas investigaciones tienden a estar de acuerdo" con la conclusión de Delehaye.
El Martirologio Romano da a los canteros Simpronianus, Claudius, Nicostratus, Castorius y Simplicius como los mártires celebrados el 8 de noviembre, y a los mártires Albano Secundus, Carpophorus, Victorinus y Severianus como celebrados el 8 de agosto.